# Tessuto ghiandolare
Il tessuto ghiandolare è un tessuto epiteliale specializzato nel produrre e secernere sostanze fra le quali diversi tipi di proteine, enzimi, lipidi, polisaccaridi e ormoni. 

## Struttura
In ogni ghiandola è distinguibile una porzione secernente, costituita da epitelio ghiandolare, detta parenchima, e una con funzioni di sostegno, lo stroma, costituito da tessuto connettivo. Il parenchima è ulteriormente divisibile in una porzione secernente, detta adenomero, costituita da cellule disposte in modo da circoscrivere un lume, ovvero la parte prossimale del dotto, e in una porzione escretrice, detta dotto escretore. Ciò significa che l'adenomero di norma si trova sempre ad un'estremità del dotto. Come tutti i tipi di epitelio, anche quello ghiandolare non è vascolarizzato, infatti i vasi sanguigni e i nervi decorrono all'interno dei setti connettivali di ciascuna ghiandola, nutrendo sia il connettivo che lo stesso epitelio. Le grandi ghiandole sono avvolte da una capsula di tessuto connettivo fibroso denso dalla cui superficie interna si dipartono setti connettivali che suddividono l'epitelio ghiandolare interno in lobi (setti interlobari). A loro volta i setti interlobari si suddividono in ramificazioni più sottili (setti interlobulari) che dividono la ghiandola in lobuli. Ogni lobulo contiene al suo interno cellule epiteliali ghiandolari suddivise da una sottilissima rete di fibre di tessuto connettivo reticolare, il connettivo stromale. I dotti, com'è stato specificato, decorrono all'interno dei setti connettivali. Partendo dalle cellule ghiandolari si distinguono i sottili condottini intercalari che defluiscono nei dotti intralobulari, che si trovano all'interno del lobulo, i quali a loro volta si riversano nei dotti interlobulari, situati tra i lobuli e quindi all'interno di ciascun lobo, ed infine nei dotti lobari, che raccolgono tutta la secrezione di un lobo. Nelle ghiandole salivari si riscontra il dotto striato, che è interposto tra i condotti intercalari e il dotto intralobulare. La striatura del dotto striato è dovuta alle invaginazioni della membrana plasmatica nel polo basale della cellula (quello opposto al polo apicale, che è a contatto con il dotto), nelle quali sono allineati i mitocondri, esse permettono un migliore trasporto di acqua e ioni. Le cellule che rivestono i dotti sono di tipo pavimentoso semplice per i condotti intercalari, cubico semplice per i condotti intralobulari e interlobulari, cilindrico semplice o pseudo-stratificato per i condotti lobari. Un singolo dotto è generalmente rivestito da un singolo strato di cellule con un nucleo tondeggiante in posizione centrale, ma vi sono dotti di grande calibro rivestiti da due o tre strati di cellule.

## Origine
Le ghiandole, siano esocrine o endocrine, originano dall'invaginazione di un epitelio di rivestimento, oppure sotto forma di un cordone solido che invade le cellule connettivali sottostanti. Nel caso delle ghiandole esocrine, la parte più profonda dell'invaginazione si specializza nella secrezione e va a costituire l'adenomero della ghiandola, mentre la restante parte diventa il dotto escretore. Nel caso delle ghiandole endocrine, le cellule che si sono approfondite nel connettivo si specializzano nella porzione secernente, le restanti, che connettono la porzione secernente alla superficie, regrediscono.
In base alla destinazione del secreto, le ghiandole possono essere distinte in:
- Ghiandole esocrine, in cui la ghiandola riversa il suo secreto sulla superficie esterna del corpo (ghiandole sudoripare, ghiandole sebacee) oppure in una cavità comunicante con l'esterno (pancreas esocrino), come può essere il tubo gastro-intestinale. Le ghiandole esocrine possiedono uno o più dotti escretori con la funzione di riversare il secreto a destinazione.

- Ghiandole endocrine, in cui la ghiandola riversa il suo secreto direttamente nei capillari da cui è circondata (ipofisi, ghiandola surrenale), contenuti nello stroma, non sono quindi provviste di dotti escretori. La secrezione delle ghiandole endocrine è costituita da ormoni.

## Ghiandole esocrine
Le ghiandole esocrine elaborano principalmente due tipi di secrezione, l'una proteica, l'altra mucopolisaccaridica o proteoglicanica. In base al tipo del secreto, le ghiandole esocrine si possono distinguere in:
- Ghiandole sierose: sono le ghiandole a secrezione proteica, secernono un liquido acquoso e di colore generalmente chiaro (parotide).
- Ghiandole mucose: sono le ghiandole a secrezione mucopolisaccaridica o proteoglicanica, secernono un liquido viscoso (mucina) che a contatto con l'acqua diventa muco (ghiandola caliciforme mucipara).
- Ghiandole miste: sono le ghiandole caratterizzate da una secrezione sia sierosa che mucosa (ghiandola sottomandibolare). La porzione sierosa più colorabile, circonda le cellule mucose scarsamente colorabili, formando un "cappuccio" a semiluna di cellule sierose. Tali strutture sono dette semilune del Giannuzzi

Nelle ghiandole sierose le proteine sono sintetizzate sui ribosomi associati alle membrane del reticolo endoplasmatico rugoso (RER), qui assumono la loro conformazione sterica definitiva e subiscono una prima parte del processo di glicosilazione, vengono poi inglobate in vescicole e trasportate sino all'apparato di Golgi. Nell'apparato di Golgi si completa la glicosilazione, vengono inglobate nei vacuoli di condensazione i quali, attraverso i microtubuli del citoscheletro, vengono trasportati in prossimità della membrana plasmatica. In risposta a messaggeri chimici specifici per ogni cellula, vengono quindi liberate nel dotto escretore per esocitosi. Un acino pancreatico impiega circa 2-3 ore per completare la secrezione.
Nelle ghiandole mucose, i polisaccaridi o i glicosaminoglicani vengono sintetizzati nell'apparato di Golgi, successivamente i secondi vengono associati ad una catena proteica per costituire i proteoglicani. Le proteine associate ai polisaccaridi sono invece sintetizzate nel reticolo endoplasmatico rugoso. Il secreto viene poi inglobato in vacuoli di condensazione che si staccano dall'apparato di Golgi per gemmazione e raggiungono mediante microtubuli la membrana plasmatica, per poi essere riversato nel dotto. In una cellula mucipara caliciforme, il tempo impiegato per la secrezione è di circa 4 ore.
In base alle modalità di secrezione, le ghiandole esocrine sono distinguibili in:
- Merocrine: nelle quali il secreto viene inglobato in vescicole di secrezione che si accumulano presso la membrana plasmatica, dopodiché le membrane della vescicola e della membrana plasmatica si fondono, rilasciando il secreto all'esterno per esocitosi (la maggior parte delle ghiandole del corpo umano; esempio: ghiandole piramidali del pancreas esocrino)
- Apocrine: nelle quali il secreto viene eliminato assieme ad una parte del citoplasma apicale (ghiandola mammaria).
- Olocrine: nelle quali il secreto viene eliminato assieme all'intera cellula (ghiandola sebacea).
- Eccrine: nelle quali il secreto viene eliminato da pompe proteiche sulla membrana plasmatica e non si accumula nella cellula.

In base al numero di cellule che le costituiscono, le ghiandole esocrine sono classificabili in:
- Ghiandole unicellulari: sono le ghiandole composte da una sola cellula, nell'uomo l'unica rappresentante di questa categoria è la ghiandola caliciforme mucipara, a secrezione mucosa, localizzata nell'epitelio mucoso delle vie respiratorie, nello stomaco e nell'intestino.
- Ghiandole pluricellulari: sono le ghiandole composte da più cellule, nella categoria rientra la quasi totalità di quelle presenti nell'uomo.

A loro volta le ghiandole pluricellulari a seconda che rimangano o no nella parete del viscere da cui hanno origine sono distinte in
- Extraparietali: sono quelle ghiandole pluricellulari che non rimangono nella parete del viscere da cui originano (fegato, pancreas, ghiandole salivari).
- Intraparietali: sono quelle ghiandole pluricellulari che rimangono nella parete del viscere da cui originano.

Le ghiandole pluricellulari intraparietali possono trovarsi in diverse posizioni rispetto all'epitelio di rivestimento da cui derivano, in tal caso sono ulteriormente classificabili in:
- Intraepiteliali: se rimangono nell'epitelio di rivestimento da cui hanno origine. Nell'uomo sono rare. (ghiandole di Cowper dell'uretra)
- Esoepiteliali: se non rimangono nell'epitelio di rivestimento da cui traggono origine. In tal caso, se si approfondano nella tonaca propria (tonaca mucosa) sono dette coriali, se si approfondano sino alla tonaca sottomucosa, sono dette sottomucose.

In base al numero dei dotti che le collegano alla superficie o al lume della cavità corrispondente, le ghiandole esocrine si distinguono in: 
- Semplici: sono le ghiandole costituite da uno o più adenomeri, ma che possiedono un solo dotto non ramificato o ramificato.
- Composte: sono le ghiandole costituite da più adenomeri e possiedono più dotti ramificati.

A loro volta le ghiandole semplici sono distinguibili, per forma degli adenomeri e dei dotti, in:
- Tubulari semplici: sono costituite da una semplice e singola invaginazione che si approfonda nella tonaca propria sottostante. Le cellule che tappezzano la parete dell'invaginazione costituiscono sia la parte secernente che il dotto escretore, non esistendo una netta separazione tra i due. La secrezione è di tipo mucoso. Ne è un esempio la ghiandola del Lieberkühn nell'intestino.
- Glomerulari semplici: sono costituite da un tubulo che si avvolge su se stesso in una sorta di gomitolo ed è collegato all'esterno mediante un singolo dotto escretore. La secrezione è di tipo sieroso. Ne sono un esempio le ghiandole sudoripare.
- Acinose o alveolari semplici: sono costituite da un unico adenomero di forma tondeggiante collegato alla superficie da un singolo dotto escretore. La secrezione è di tipo sieroso. I Mammiferi sono privi di ghiandole d questo tipo.
- Tubulari ramificate: sono costituite da diverse invaginazioni che si approfondano nella tonaca propria sottostante, ma tutte sono collegate ad un unico dotto escretore. La secrezione è di tipo mucoso. Ne sono un esempio le ghiandole di Brunner del duodeno.
- Acinose o alveolari ramificate: sono costituite da più adenomeri tondeggianti collegati da un unico dotto. La secrezione è di tipo sieroso. Ne sono un esempio le ghiandole sebacee.

Le ghiandole composte sono invece distinguibili in:
- Tubulari composte: sono costituite da adenomeri di forma tubulare e sono provviste di più dotti escretori. La secrezione è di tipo mucoso. Ne sono un esempio le ghiandole bulbouretrali.
- Acinose o alveolari composte: sono costituite da adenomeri di forma tondeggiante e sono provviste di più dotti escretori. La secrezione è di tipo sieroso. Ne sono un esempio le ghiandole mammarie.
- Tubulo-acinose composte: sono costituite da adenomeri di forma tubulare e da adenomeri di forma tondeggiante le cui secrezioni confluiscono in più dotti. Ne è un esempio il pancreas esocrino. In questo caso l'adenomero tubulare, che circonda l'estremità del condotto intercalare, è circondato dall'adenomero acinoso. Nel pancreas, il condotto intercalare entra direttamente nell'adenomero tubulare, costituendo una categoria di cellule poco colorabili, dette cellule centroacinose.

## Ghiandole endocrine
Sono sprovviste di dotti escretori e riversano i loro prodotti di secrezione ormoni, nei capillari sanguigni, accolti nel connettivo interstiziale che avvolge i singoli elementi epiteliali dell'organo. Il sangue a sua volta li trasporta in circolo sino all'organo bersaglio. Gli ormoni possono però essere immagazzinati nella cellula in attesa di specifici stimoli esterni oppure conservati sotto forma di cavità chiuse circondate da cellule ghiandolari. Giunti presso l'organo bersaglio, gli ormoni si legano a specifici recettori costituiti da glicoproteine presenti sulla membrana plasmatica (o sul glicocalice) delle cellule bersaglio, oppure penetrano all'interno della cellula dove si legano a recettori localizzati nel citosol. Nel primo caso gli ormoni sono glicoproteici, nel secondo caso sono steroidei. 
In base alla struttura le ghiandole endocrine si possono classificare in:
- Ghiandole a cordoni cellulari solidi: sono ghiandole formate da elementi cellulari che si dispongono in strutture allungate, i cordoni, avvolte da una membrana basale spesso attorniata da una fitta rete di capillari sanguigni fenestrati e da un tessuto connettivo stromale di tipo reticolare. Ne sono esempi la zona fascicolare del surrene, l'ipofisi, l'epifisi, il corpo luteo, il pancreas endocrino (isole di Langerhans).

- Ghiandole interstiziali: sono ghiandole formate da gruppi cellulari isolati o raccolti in piccoli gruppi. Ne sono esempi le ghiandole interstiziali del testicolo e dell'ovaio, le cellule endocrine della mucosa gastro- intestinale.

- Ghiandole follicolari: sono ghiandole organizzate in follicoli, cioè elementi tondeggianti contenenti secreto attorniati da cellule ghiandolari cubiche. Nell’uomo ritroviamo la tiroide e la parte intermedia dell’adenoipofisi.

## Caratteri istologici delle ghiandole esocrine ed endocrine
Adenomeri: gli adenomeri delle ghiandole sierose sono facilmente colorabili ed appaiono scuri con i normali coloranti, mentre quelli delle ghiandole mucose appaiono poco colorabili o bianchi, infatti la fissazione precedentemente effettuata sul preparato conserva il secreto proteico mentre tende a sciogliere parzialmente o totalmente quello mucoso. È però possibile evidenziare il contenuto polisaccaridico delle ghiandole mucose con la reazione acido periodico-Schiff (PAS), in tal caso gli adenomeri si colorano di un intenso color fucsia, oppure con reazioni specifiche per i glicosaminoglicani acidi quali safranina O o Alcian blu. Nelle semilune del Giannuzzi i due adenomeri sono contigui e la secrezione sierosa entra nel dotto per mezzo di docce non rivestite da membrana (capillari di secrezione) presenti tra le cellule mucose. Nelle ghiandole salivari si riscontrano le cellule mioepiteliali, dotate di lunghi prolungamenti che attorniano l'adenomero misto, esse si contraggono favorendo la fuoriuscita della secrezione. È possibile stabilire il tipo di secrezione anche dalla forma del nucleo che nei preparati con ghiandole a secrezione sierosa, appare tondeggiante e posto al centro della cellula; mentre se il secreto è mucoso il nucleo appare schiacciato alla base della cellula. Il tipo di secrezione ghiandolare può essere anche di tipo siero-mucoso (secrezione mista), come le ghiandole salivari maggiori sottomandibolare e sottolinguale : in questo caso l'adenomero ghiandolare avrà un aspetto chiaro tipico delle ghiandole a secrezione mucosa, con un cappuccio che copre la "testa " dell'adenomero , più scuro e con caratteristica secrezione sierosa (semilune del Giannuzzi)
Citoplasma: Nelle cellule sierose il nucleo si trova alla base della cellula ed è attorniato da uno sviluppato reticolo endoplasmatico rugoso (RER), mentre nel citoplasma sono dispersi numerosi ribosomi liberi o associati in polisomi. Al centro della cellula è situata la zona di Golgi dov'è presente l'omonimo apparato con il suo corredo vasciculo-vacuolare. I mitocondri sono numerosi, localizzati nella porzione baso-laterale della cellula, assumono forma allungata con creste trasversali rispetto al loro asse. La parte apicale della cellula è occupata da vacuoli tondeggianti elettrondensi, detti granuli di zimogeno. L'abbondanza del reticolo endoplasmatico rugoso e dei ribosomi rendono ragione dell'intensa basofilia citoplasmatica di queste cellule, riscontrabile ad esempio con la colorazione ematossilina-eosina, in cui il citoplasma si colora in violetto e il nucleo in viola scuro. Nelle cellule mucose il nucleo tende ad essere schiacciato alla base della cellula, il reticolo endoplasmatico rugoso (RER) è meno sviluppato ed i ribosomi meno numerosi nel citoplasma, per questa ragione non vi è basofilia citoplasmatica. È presente l'apparato di Golgi in posizione centrale, mentre nella porzione apicale della cellula si accumulano vacuoli detti gocce di mucinogeno, il precursore inattivo della mucina.
I caratteri istologici delle ghiandole endocrine che secernono ormoni proteici sono molto simili a quelli delle loro controparti esocrine. Le ghiandole endocrine che secernono ormoni steroidei possiedono mitocondri con creste vescicolari o tubulari, uno sviluppato reticolo endoplasmatico liscio (REL) a spese di un pressoché inesistente reticolo endoplasmatico rugoso (RER). Il reticolo endoplasmatico liscio sintetizza infatti a partire dall'acetato il colesterolo, il quale poi viene trasferito nella membrana interna dei mitocondri dove diverrà pregnenolone, il precursore di tutti gli ormoni steroidei. Non accumulano granuli di secreto nella parte apicale della cellula ma nel citoplasma contengono numerose gocce lipidiche al cui interno vi sono trigliceridi e colesterolo. 
Dotti: I dotti sono facilmente distinguibili nelle sezioni trasversali poiché presentano uno spazio otticamente vuoto centrale, di forma tondeggiante od ovoidale. Le cellule, in base al calibro del dotto, possono essere pavimentose, cubiche, cilindriche. Generalmente un unico strato di cellule o un epitelio pseudostratificato circonda il lume del dotto, ma vi sono anche casi di dotti attorniati da due o tre strati di cellule.
Il nucleo è in posizione centrale e alla stessa altezza in tutte le cellule, fatta eccezione per gli pseudostratificati, la sua forma rispecchia generalmente quella della cellula che lo contiene.